# João Carlos Ribeiro de Navarro
João Carlos Ribeiro de Navarro (Barbacena, 2 de setembro de 1926 - Belo Horizonte, 22 de julho de 2016) foi um político brasileiro do estado de Minas Gerais. Foi deputado estadual em Minas Gerais por sete legislatura consecutivas (1959 a 1987). Foi eleito para a 4ª

e 5ª legislaturas
, pelo PTB.
Da 6ª à 9ª legislaturas, elegeu-se pela ARENA

Em seu último mandato, na 10ª legislatura,

foi eleito pelo PDS.